# Mantequera

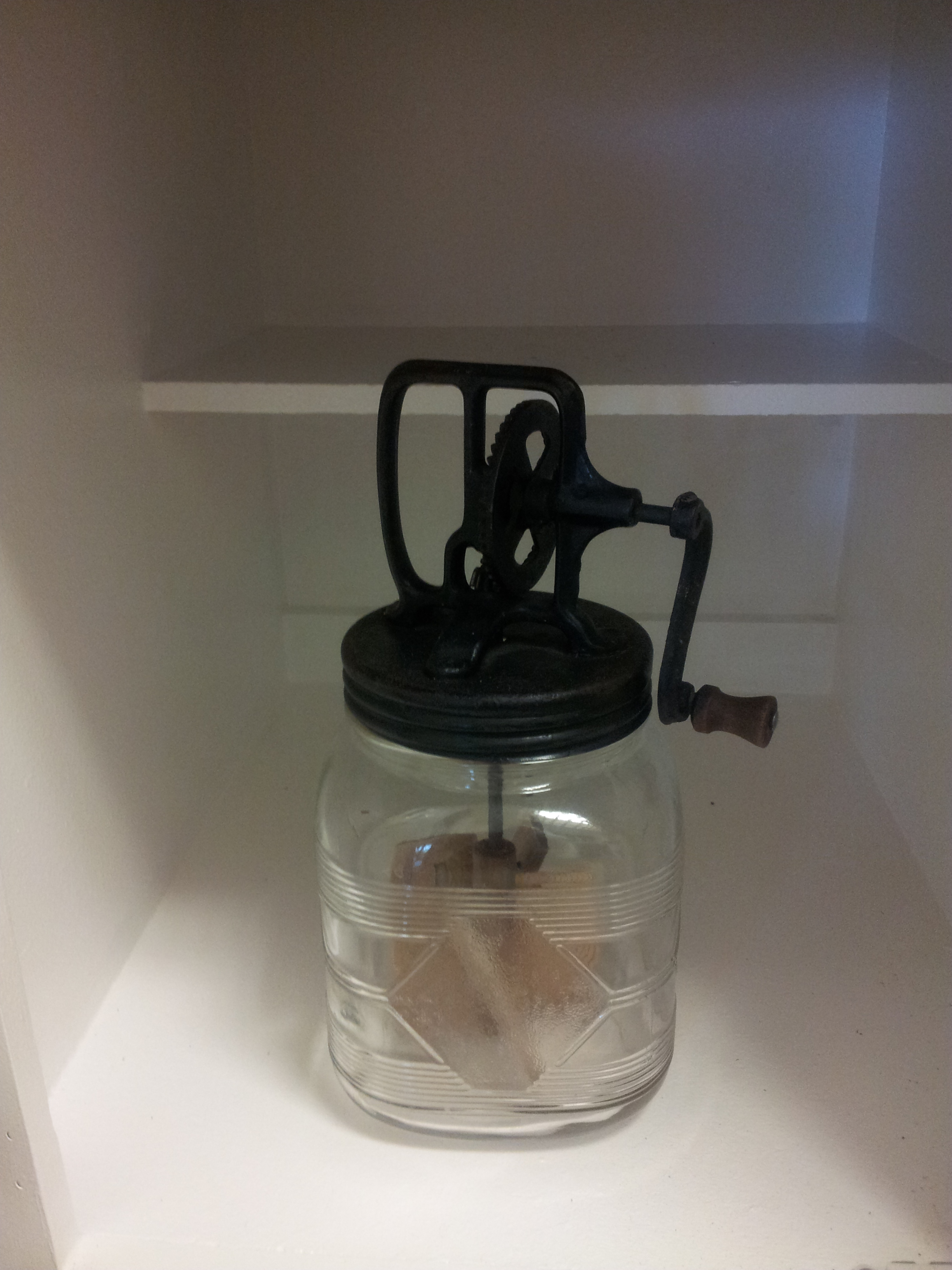
Mantequera de paletas

La mantequera es un ingenio utilizado para batir la nata o crema de leche hasta obtener mantequilla. Compuesta tradicionalmente por un batidor accionado dentro de un barril de madera (a veces de terracota), en el siglo XX aparecieron recipientes de vidrio con tapa y mecanismos de metal. La industria láctea moderna utiliza mantequeras de gran capacidad con contenedores de acero.

## Historia

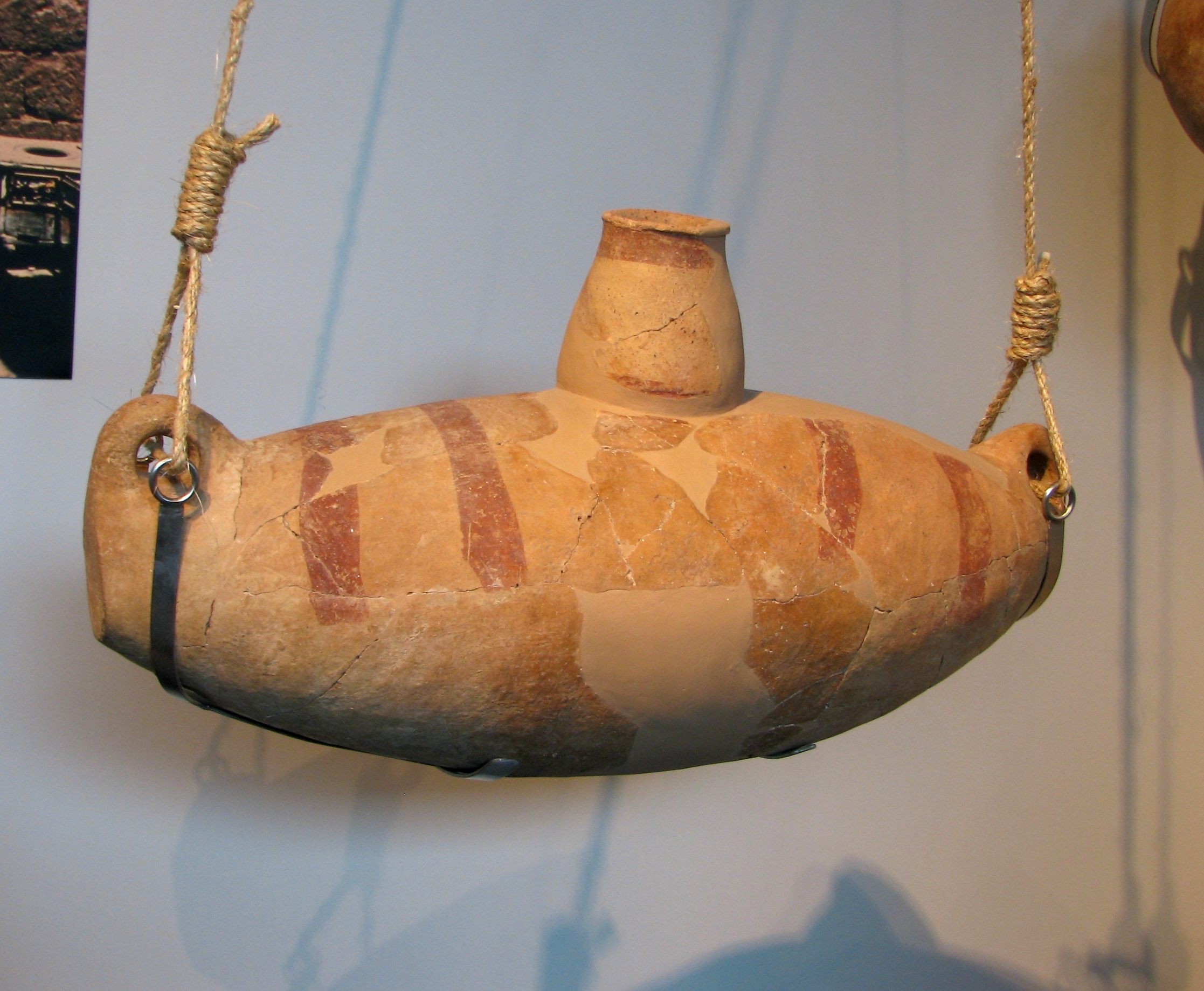
Una gran mantequera calcolítica, Museo de Israel.

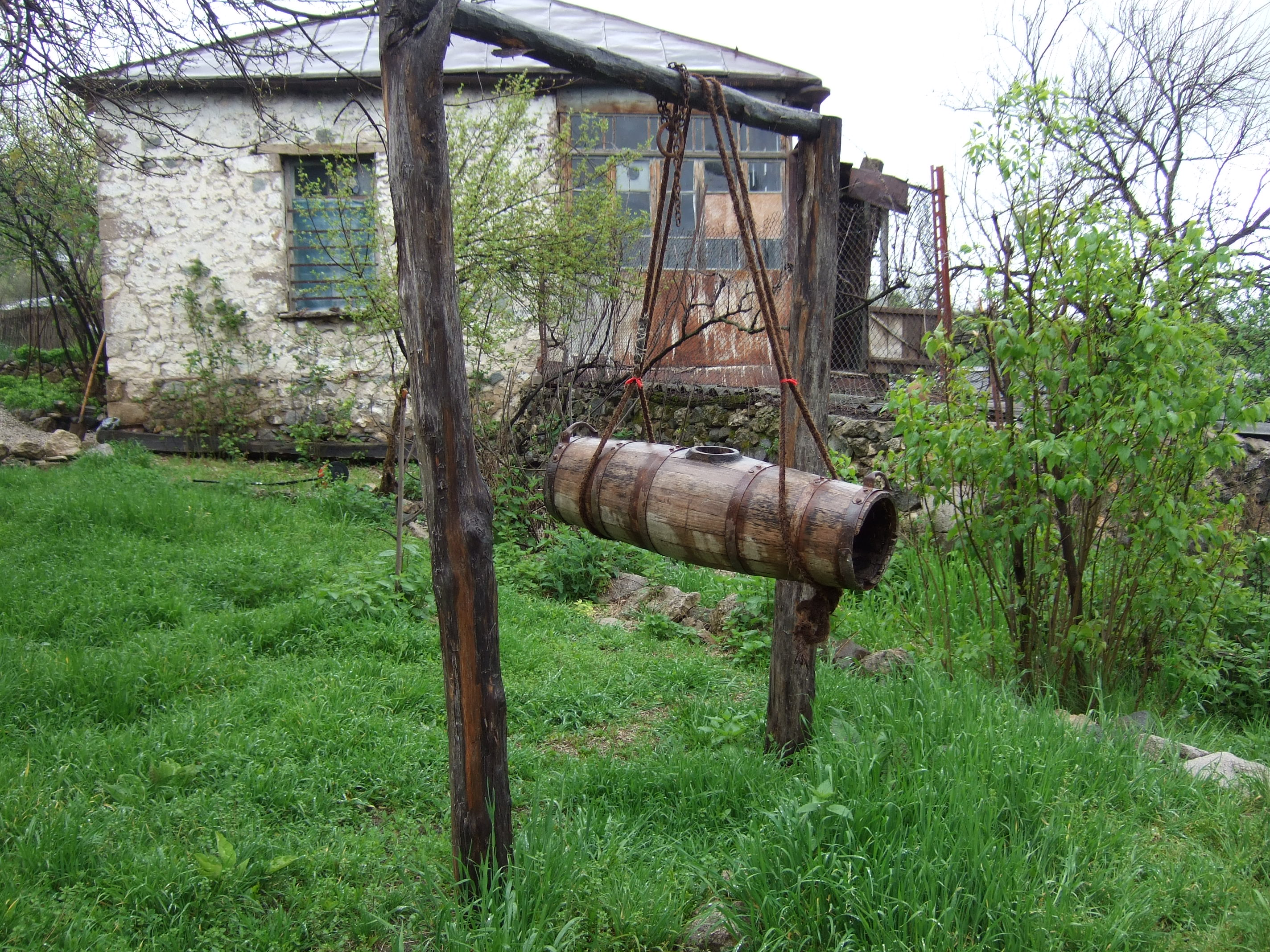
Una vieja mantequera horizontal en Tsaghkashat, Nagorno-Karabaj.

El uso de la mantequilla se menciona en relatos bíblicos y la vasija de mantequera más antigua, perteneciente a la cultura de Beersheba en Israel, se encontró en Bir Abu Matar, datada en el período Calcolítico entre el 6500 - 5500 a. C.
La mantequera en Europa puede haber existido tan temprano como el siglo VI d. C., como se puede ver por lo que parece ser una tapa de mantequera encontrada en Escocia que data de esa centuria. En la tradición europea, la mantequera fue, primeramente, un instrumento utilizado por mujeres, ya que la producción de mantequilla era una responsabilidad esencial tanto como los quehaceres del hogar. En tradiciones tempranas de fabricación de mantequilla, las culturas nómadas ponían leche en bolsas de piel y producían mantequilla tanto al batir la bolsa manualmente, o posiblemente, al unir la bolsa a un animal, y producir la mantequilla, simplemente, por medio del movimiento del animal. Algunos teóricos creen que esto es como el proceso de creación de mantequilla se descubrió. Algunas culturas aún utilizan un proceso similar a este, en el cual una bolsa se llena con leche, se ata a una vara, y se bate vigorosamente.

## Tipos

### Mantequera cónica de madera

Una típica mantequera de tipo émbolo utilizada por los pioneros americanos.

Aunque la construcción de la mantequera ordinaria es similar a la de cualquier tipo de barril, su figura es diferente, siendo los barriles más anchos en el fondo que en los extremos, mientras la mantequera ordinaria es más estrecha de arriba que de abajo; tiene una figura piramidal que le da la forma de un cono cortado por arriba.
Son recomendables en su construcción y estructura los aros anchos y planos, pues muchos aros delgados, como los de algunos tipos de toneles, tienen el inconveniente como que la mimbre de aquella madera floja se desgaste y provoque se salga la nata del barril y quede oculta en la cavidad formada por la reunión de dos o más aros; ocurrido esto, la manteca no tardaría en agriarse; por otra parte, como todas las preparaciones de la leche necesitan mucha higiene, estos aros son un obstáculo a la limpieza.
La segunda pieza que entra en la composición de la mantequera es el batidor, que es un palo largo con una rueda llena de agujeros en la punta de abajo que es la que, subiendo y bajando, y movida manualmente en la mantequera, produce la separación del suero de la nata y forma la mantequilla. La mantequera tiene además una tapa que encaja sobre ella con un agujero en el medio para permitir el paso del batidor. Cuanto más rápido se mueva el batidor, antes se hace la mantequilla.

### Mantequera de paletas

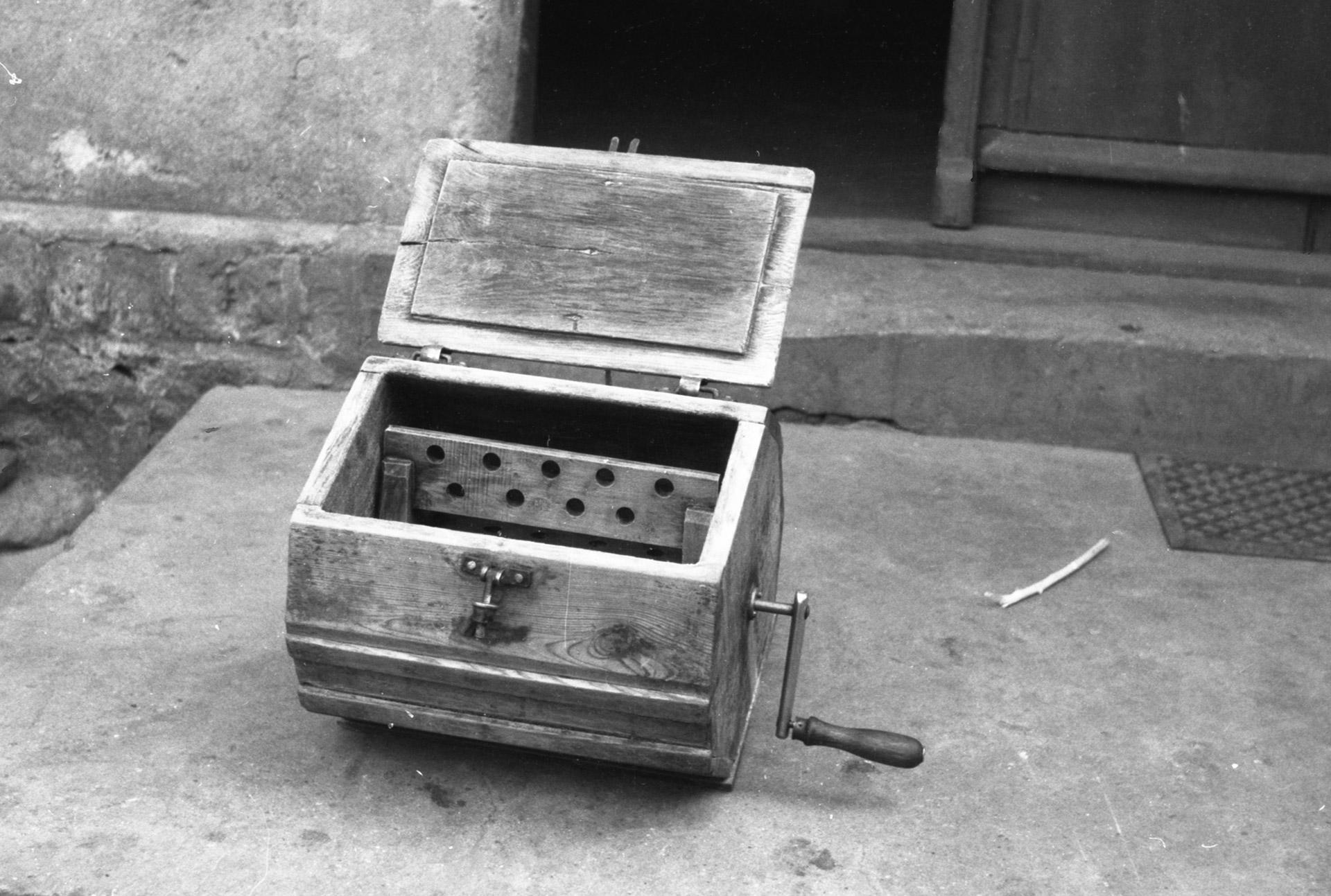
Una mantequera de paletas.

Otro tipo prominente de mantequera es la mantequera de paletas, la cual es un contenedor que tiene paletas, el cual es operado por una manivela. Las paletas baten la mantequilla adentro del contenedor cuando se gira la manivela.

### Mantequera de barril

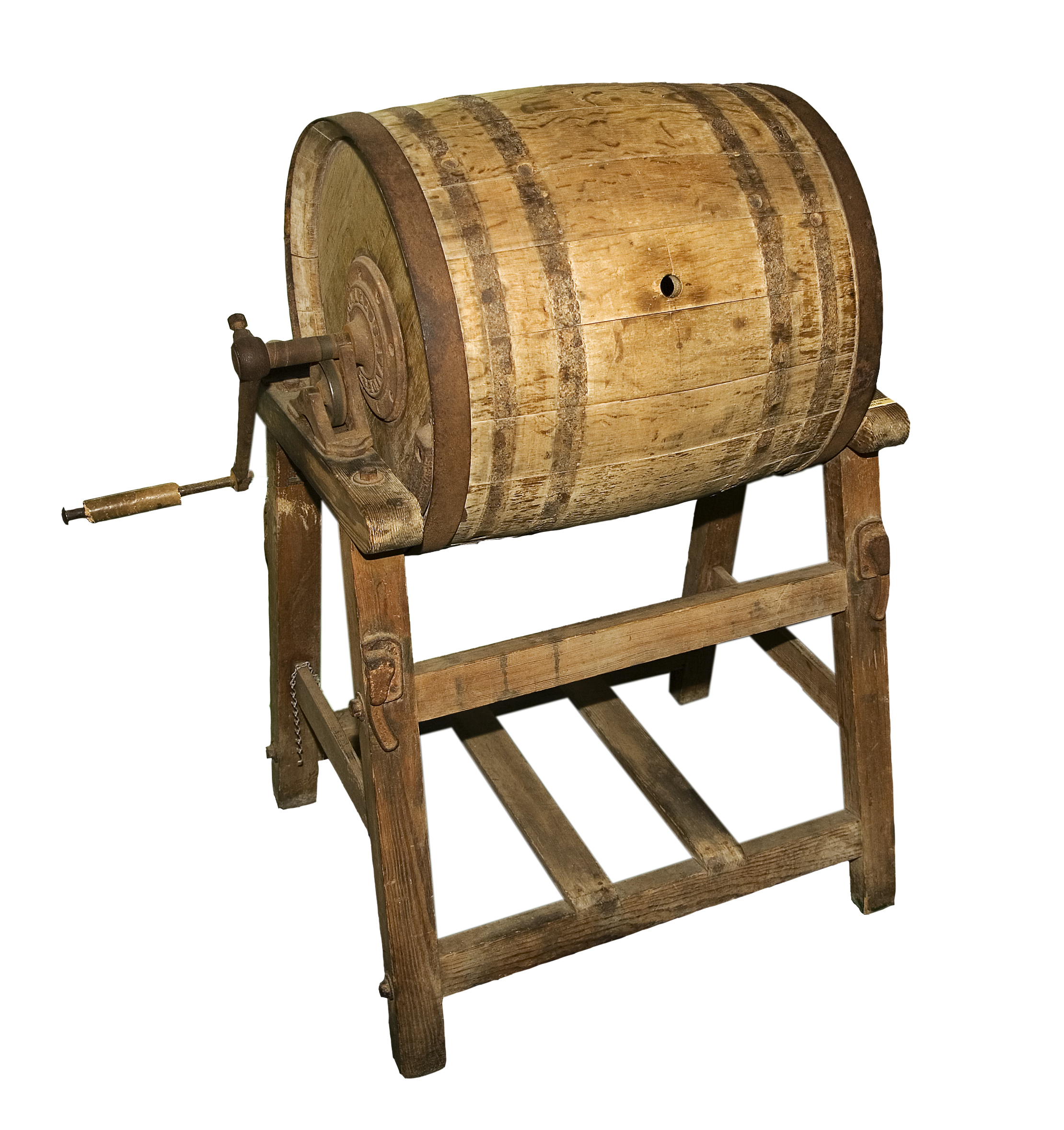
Una mantequera de barril.

La mantequera de barril también fue utilizada extensamente. Este tipo de mantequera era un barril, dado vuelta sobre su lado, con un cigüeñal adjunto. El cigüeñal, también, gira un dispositivo de paletas adentro de la mantequera, como en la mantequera de paletas, o gira todo el barril tanto vertical u horizontalmente, dependiendo de su construcción. La agitación de la crema de esta forma convierte la leche en mantequilla. La mantequera de barril fue una de las innovaciones agrícolas de la Europa del siglo XVIII.
La mantequera manual basta para lecherías donde hay tan solo algunas vacas, pero al ser una operación artesanal muy lenta y muy trabajosa, no conviene para las grandes lecherías que desde finales del siglo XIX emplean mantequeras industriales que ahorran tiempo y mano de obra.

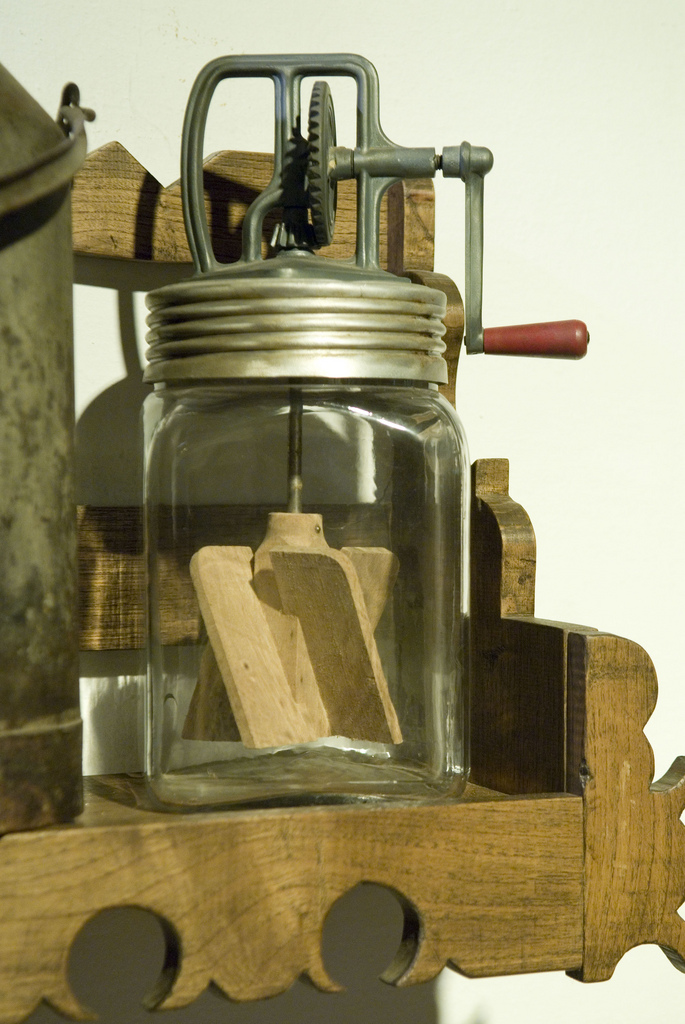
Mantequera de vidrio con batidor de madera.
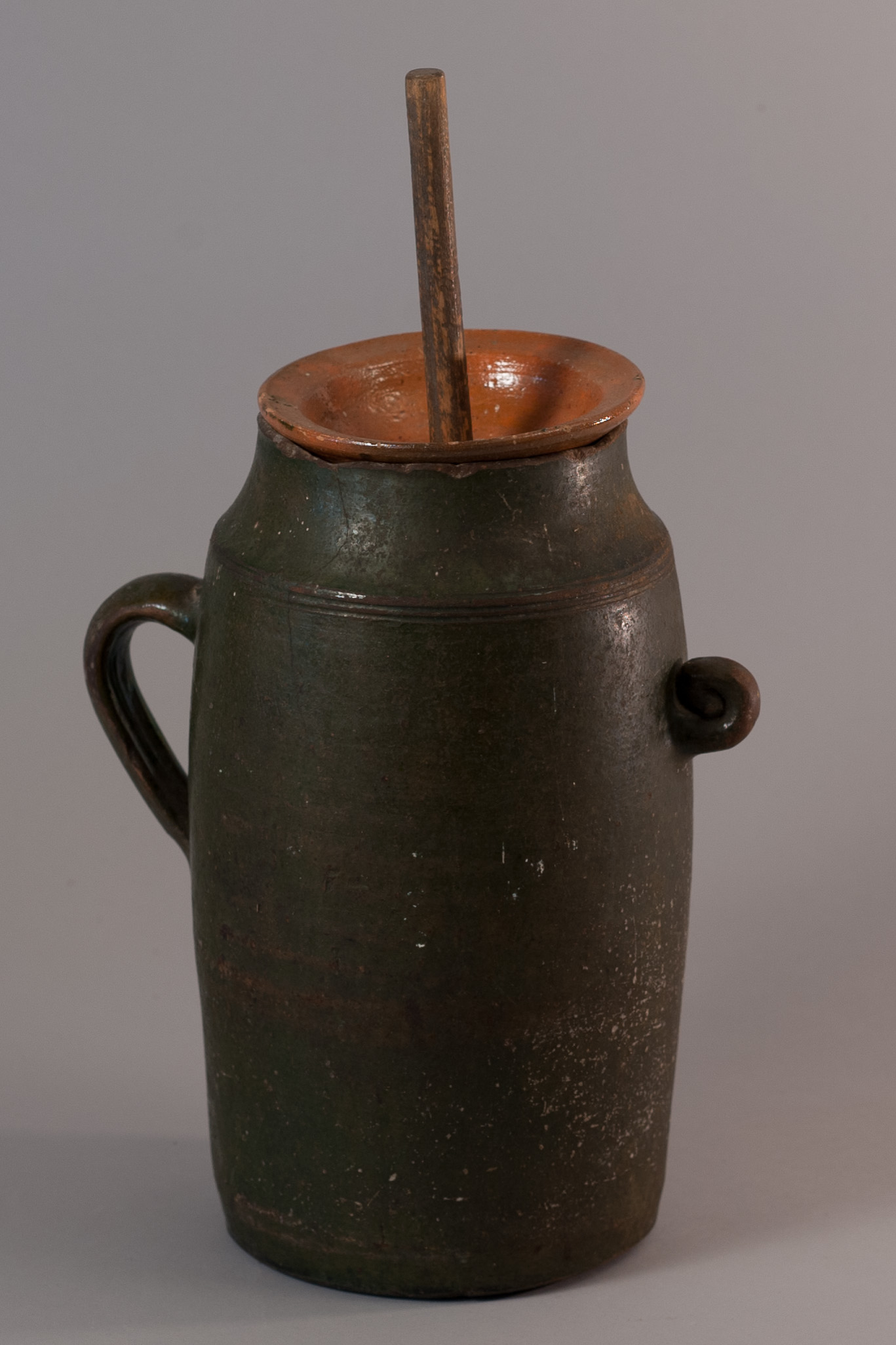
Mantequera de terracota.
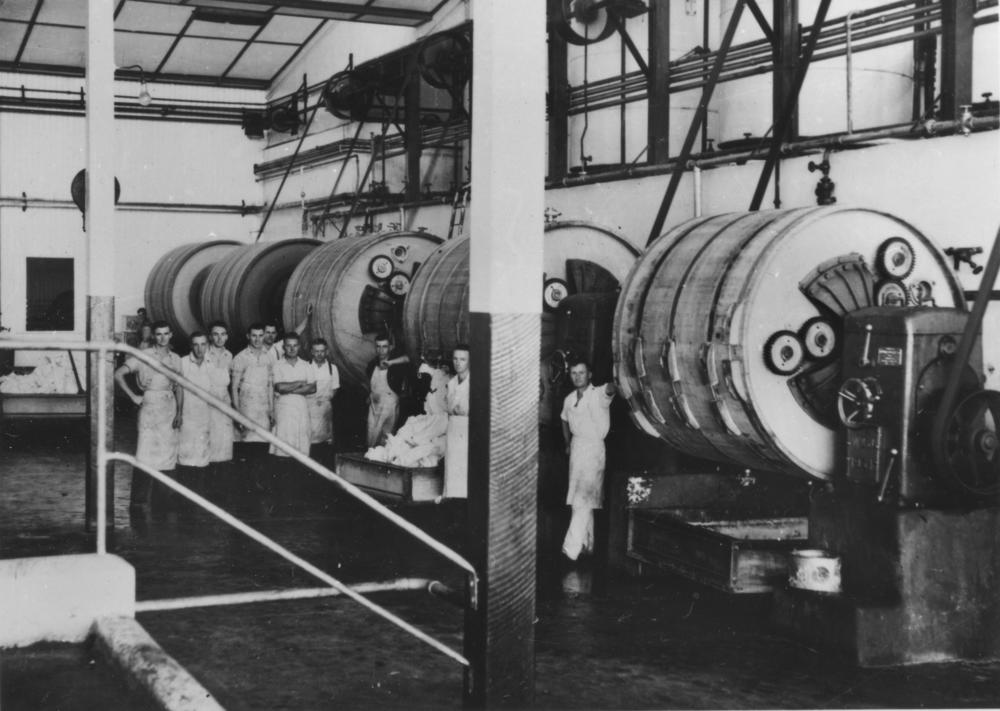
Mantequeras industriales de madera, 1938.